# Preglerhof
Preglerhof ist ein Ortsteil der Gemeinde Schönthal im Landkreis Cham des Regierungsbezirks Oberpfalz im Freistaat Bayern.

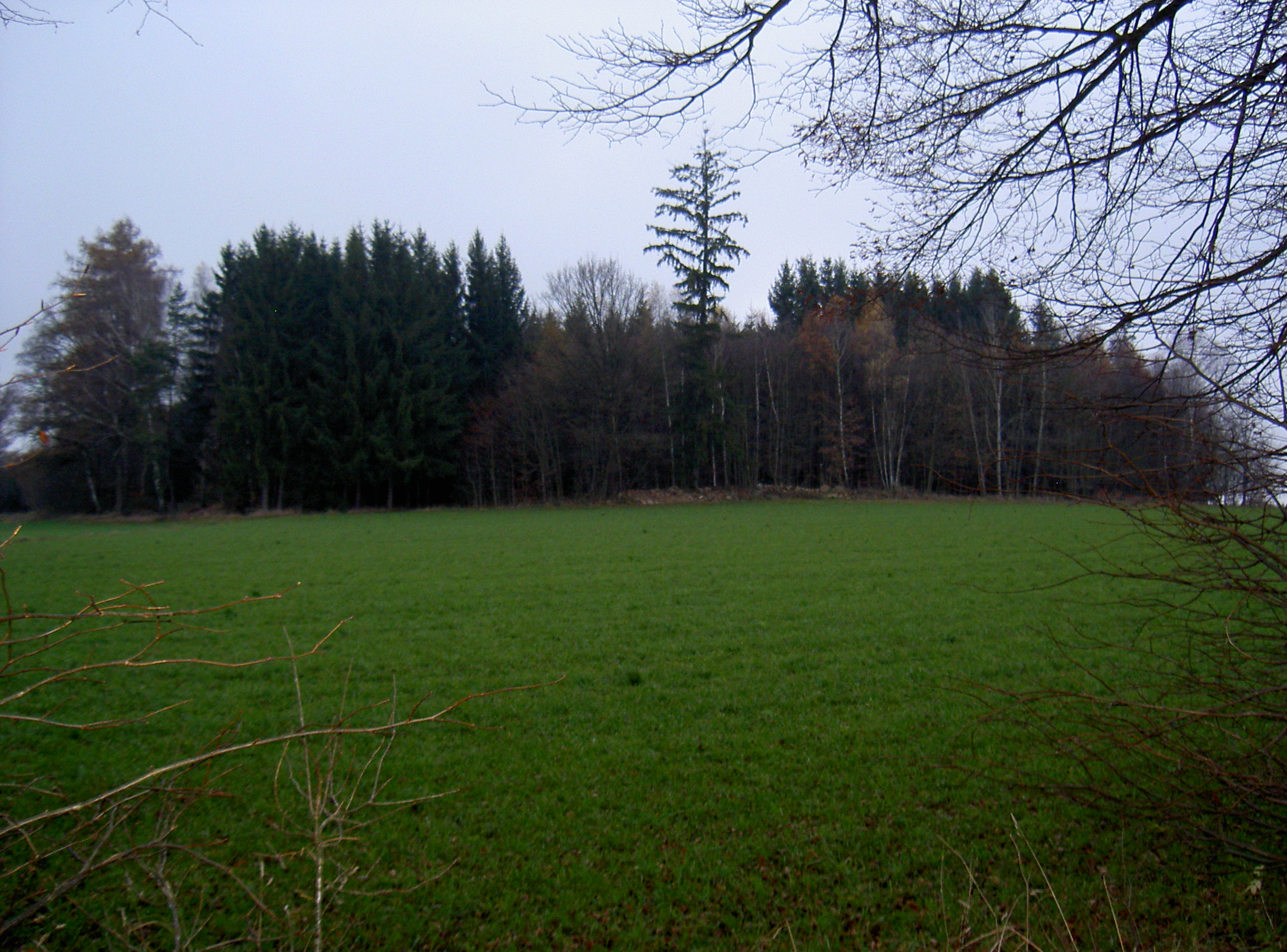
Hussitenbierl

## Geografie
Preglerhof liegt 450 Meter östlich der Staatsstraße 2400, 4 Kilometer nordwestlich von Schönthal. Westlich von Preglerhof erhebt sich der 542 Meter hohe Hussitenbierl.

## Geschichte
Preglerhof (auch: Preglhof) ist eine Neugründung des 19. Jahrhunderts. Es wurde 1861 erstmals erwähnt. Preglerhof gehörte zur Gemeinde Hiltersried, die 1978 nach Schönthal eingemeindet wurde.
Preglerhof gehört zur Pfarrei Hiltersried. 1997 hatte Preglerhof 8 Katholiken.

## Einwohnerentwicklung ab 1861

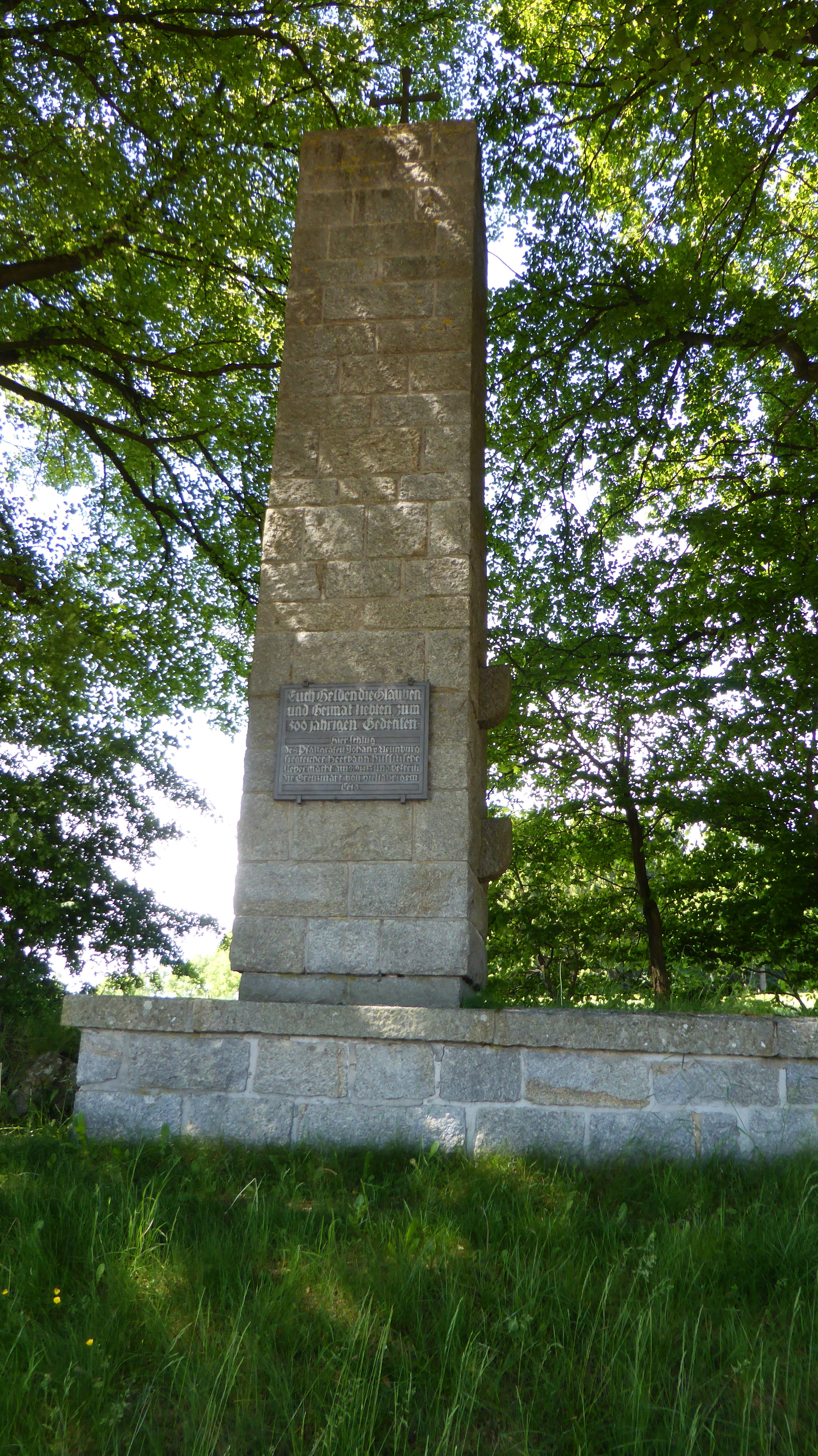
Hussitendenkmal zur Erinnerung an die Schlacht von Hiltersried 1433

| Jahr | Einwohner | Gebäude |
| ---- | --------- | ------- |
| 1861 | 7         | k. A.   |
| 1871 | 8         | 4       |
| 1885 | 11        | 1       |
| 1900 | 6         | 1       |
| 1913 | 25        | 2       |
| 1925 | 14        | 2       |

| Jahr | Einwohner | Gebäude |
| ---- | --------- | ------- |
| 1950 | 7         | 1       |
| 1961 | 10        | 2       |
| 1970 | 7         | k. A.   |
| 1987 | 8         | 3       |
| 2011 | 5         | k. A.   |

## Tourismus und Sehenswürdigkeiten
Südlich an Preglerhof vorbei führt der Mountainbikeweg MTB-14.
Auf dem Gelände zwischen Preglerhof und Hiltersried, südwestlich von Preglerhof, fand 1433 die Schlacht bei Hiltersried statt. Bei diesem Kampf gelang es durch Initiative von Herzog Johann von Pfalz-Neumarkt nach langen Jahren und vielen vergeblichen Versuchen erstmals das plündernde und für unbesiegbar gehaltene Heer der Hussiten zu schlagen. An diese Schlacht erinnert der Name des das Gelände beherrschenden Hügels Hussitenbierl und ein 1933 errichtetes denkmalgeschütztes Denkmal, Denkmalnummer D-3-72-157-12.